# Angerlo
Angerlo ist ein Dorf in der Gemeinde Zevenaar in der niederländischen Provinz Gelderland. Es liegt nahe Doesburg am rechten Ufer der IJssel.

## Geschichte
Angerlo war zunächst viele Jahrhunderte eine Gemeinde von Doesburg. 1811 wurde Angerlo eine unabhängige Gemeinde. Seit dem 1. Januar 2005 gehört Angerlo zur Gemeinde Zevenaar.

## Sehenswürdigkeiten
- Galluskirche von 1100, Rijksmonument
- Rathaus von 1912
- Landgut Bingerden (Ende 18. Jahrh.)